# Stictophaula spinosolaminata
Stictophaula spinosolaminata är en insektsart som först beskrevs av Brunner von Wattenwyl 1878.  Stictophaula spinosolaminata ingår i släktet Stictophaula och familjen vårtbitare.

## Underarter
Arten delas in i följande underarter:
- S. s. spinosolaminata
- S. s. disjuncta